# Wengen
Wengen (toponimo tedesco) è una frazione di 1 292 abitanti del comune svizzero di Lauterbrunnen, nel Canton Berna (regione dell'Oberland, circondario di Interlaken-Oberhasli).

## Geografia fisica
La località sorge a 1 274 m s.l.m. nel complesso delle Alpi Bernesi (gruppo Eiger-Mönch-Jungfrau).

## Storia
È menzionata per la prima volta in documenti ufficiali del 1268. Originariamente una comunità agricola, attrasse l'interesse dei primi turisti all'inizio del XIX secolo (tra questi si trovava anche Felix Mendelssohn). Il primo albergo fu aperto nel 1835 e il turismo aumentò notevolmente con la costruzione della Wengernalpbahn nel 1893. A Wengen si trovano molte seconde case e appartamenti in affitto, ricercati dai turisti estivi e invernali, con un aumento dei residenti a 5 000 nel periodo estivo e un picco di 10 000 nel periodo invernale.

## Monumenti e luoghi d'interesse

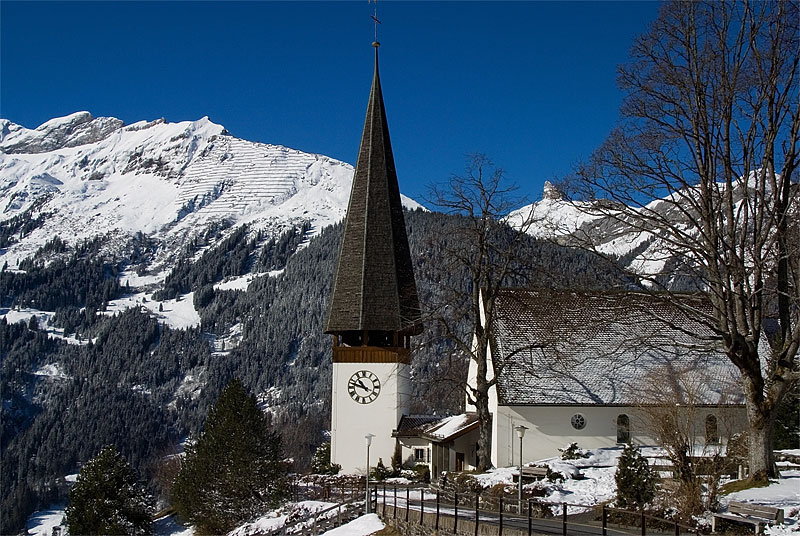
La chiesa riformata

- Chiesa cattolica, eretta nel 1932[1];
- Chiesa riformata, eretta nel 1953[1].

## Società

### Evoluzione demografica
L'evoluzione demografica è riportata nella seguente tabella:
Abitanti censiti

## Economia
Wengen è, come la vicina Mürren, dedita principalmente al turismo.

## Infrastrutture e trasporti

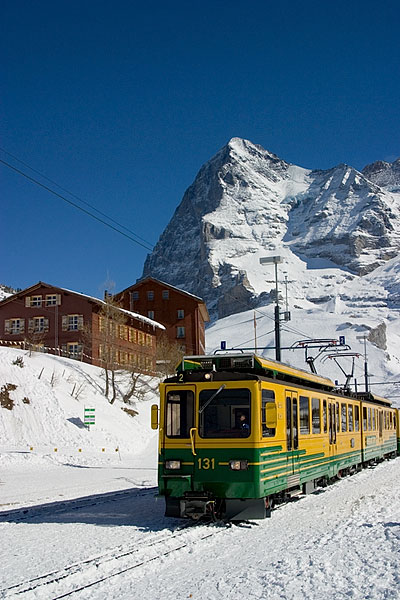
Un treno della Wengernalpbahn con l'Eiger sullo sfondo

È completamente chiusa al traffico automobilistico. È servita dalla stazione ferroviaria posta lungo la ferrovia Wengernalpbahn.
Nei pressi della stazione è posto il capolinea della funivia per il Männlichen.

## Sport
Dal 1930 Wengen ospita una classica dello sci alpino: il Trofeo del Lauberhorn, tradizionalmente composto dalla discesa libera disputata sulla pista sciistica Lauberhorn (una delle gare più impegnative del Circo bianco, nonché la più lunga gara della Coppa del Mondo di sci alpino: lunga 4 km e 480 metri, viene percorsa in circa due minuti e mezzo), dallo slalom speciale disputato sulla pista Männlichen/Jungfrau e dalla combinata, la cui classifica viene stilata attraverso la combinazione dei tempi ottenuti nella discesa e nello slalom.
Oltre allo sci Wengen è attrezzata per il pattinaggio su ghiaccio (al centro del paese sono situate due piste di ghiaccio) e per il curling. Vi è inoltre una fitta rete di sentieri, per passeggiate ed escursioni.